# Periscepsia rohweri
Periscepsia rohweri là một loài ruồi trong họ Tachinidae.